# Kocsord (település)
Kocsord község Szabolcs-Szatmár-Bereg vármegyében, a Mátészalkai járásban.

## Nevének eredete
A település neve növényi eredetű: a kocsord (vagy disznókömény) kórós növény, amelynek kénszagú gyökere van. E növénynevet jelentő szó vált helynévvé.
Eredetileg természeti név volt, és területet jelölt, később átvitellel a településre vonatkoztatták (Szab.szatm, 64, FNESz.) A növényt a 16. században gyógynövénynek is gyakran használták. Kevésbé valószínűen a névadás személynévi használaton keresztül is történhetett (1276: Kochord szn., FNESz.)

## Fekvése
A vármegye keleti részén fekszik, a Szatmári-síkságon, a Kraszna folyó jobb partján. A környező települések közül Mátészalka 4, Győrtelek 3, Tunyogmatolcs 8, Fehérgyarmat 13, Ököritófülpös 9, Porcsalma pedig 16 kilométer távolságra található.

### Megközelítése
Közúton lényegében csak egy útvonalon, a 49-es főúton közelíthető meg, ezen érhető el Mátészalka, illetve az ország belsőbb részei, valamint Csenger és a csengersimai határátkelő felől is.
Vonattal két hazai vasútvonalon is elérhető: a 113-as Nyíregyháza–Mátészalka–Zajta- illetve a 114-es számú Mátészalka–Csenger vonalon. A két vasútvonalnak két közös megállási pontja van a településen: Mátészalka felől előbb Kocsord megállóhely – a nyugati településrész központjában, közel a 49-es főút vasúti kereszteződéséhez; ennek közúti elérését a 41 325-ös számú mellékút biztosítja –, majd Kocsord alsó vasútállomás, a keleti településrész északi szélén; ez csak önkormányzati utakon érhető el. A két vasútvonal Kocsord alsót elhagyva válik el egymástól.

## Története
Kocsordot 1270-ben említik először az oklevelekben, a Káta nemzetség-beli Panyit fia Ábrahám végrendeletében, ahol vámját említik: tributum de Kochurdhyda. Mint hídvám mellett fekvő útőrző pont, Kocsord is fontos királyi hely volt.
1277-ben már a Csaholyi család tulajdona, mivel akkor már ők szedték a vámot a kocsordi hídon. A középkorban nagyrészt a Csaholyiak uradalmához tartozik. 1317-ben a kocsordi hídvámot a szatmári ispán a Balogsemjén nemzetség-beli Mihály fia Mihály fia Mihály mesternek adományozta.
1399-ben mikor Mácsa falu (Ököritófülpös mellett) elpusztult, annak lakosait is Kocsordra telepítették.
A 15. században két település állt itt: Kis-Kocsord (Hidas-Kocsord), melyet 1477-ben említenek először, és Nagy-Kocsord, melynek a 14. század elején már temploma is állt. 1415-ben az itteni rév és vám a Cudar családé volt.
1547-ben - Csaholyi Annával kötött házassága révén férjéé, Bribéri Melith György-é lett, aki itteni birtokán erődített kastélyt épített, majd azt öccsére, Péterre hagyta. A 16–17. században a falu majdnem teljesen kihalt.
1696-ban a szatmári vár birtokai közé tartozott, majd különböző nemesi családok szerezték meg.
A 19. század elején a gróf Dégenfeld, Ilosvay, Patay, Kende családok voltak legnagyobb birtokosai. Az 1800-as évek elején birtokosa volt az Ujhelyi család is.
A 20. század első évtizedeiben özv. Tisza Kálmánné Dégenfeld Schonburg Ilona, majd fia Tisza Lajos volt birtokosa (Maksai F.:161, Borovszky S.:100, Szab.Szatm.64).
1851-ben 884, 1910-ben 2284, 1930-ban 2458, 1984-ben 3192 lakosa volt.
A Tanácsköztársaság bukása után a falu határában, a Kraszna-híd környékén zajlott le a Székely Hadosztály és a román intervenciósok csatája. A csata helyén, a Kraszna híd mellett áll a Székely Emlékmű.
A falu lakói az évszázadok során sokat szenvedtek a Kraszna folyó árvizeitől.
A falu közlekedése jó, itt halad el a szatmári terület mindkét vasútvonala Csenger, illetve Zajta felé. A környező falvakkal sűrű autóbuszjárat köti össze a települést.
A Mátészalka szomszédságában lévő település az elmúlt években, évtizedekben sokat fejlődött, sok új lakóház, közintézmény, bolt, vendéglátóhely stb. épült a faluban.

### Sándor
Részben Kocsord, részben Mátészalka határába olvadt Sándor Árpád-kori falu is.[forrás?] Hogy a település neve puszta személynévből keletkezett-e, vagy csak személynévi forma, és a Sándortelke (1325: Alexteleky, 1327: Alexanderteluke) szerkezetből vonódott-e el, nem eldöntött.[forrás?]
A Sándor nevet az olasz Sandro latinosításából származó magyar alakulatnak tartja Melich, török eredetű személynévnek Pais.
A Sándor és az Alexander nevek azonosításának 1325-re már meg kellett történnie (Szab.Szatm.65).

#### Története
Neve 1325-ben tűnik fel, mint telekhely  Alexteleky néven. W.Vityi Z. kutatásai szerint Csaholyi Jánosé volt, és Maksai feltételezése ellenére sohasem volt a szomszédos szalka tulajdonosának, Karászi Sándornak a birtoka.
1429-ben a Csaholyi családbeliek új adományt kapnak rá.
1547-től a Csaholyi család leányági örököseié.
1695-ben a szatmári vár birtokai közé tartozik.
1727-ben Szatmári Bence Sámuel is részt kapott benne (Maksay 204.,Borovszky 112, W.Vityi 12, 16).
Sándor település jobbágylakosságát 1400-ban említik először. A török kor után, a 18. század elején a terjedő viznek esett áldozatul.
Szirmay szerint a Kraszna folyó vizének két oldalára telepített falut lakosai a gyakori árvizek miatt elhagyták, és e pusztán maradt részt szántásra, s kaszálásra használták.
Az egykori falu emlékét a Pusztasándor, (Sándor puszta, Sándor) nevű dűlő és külterületi lakott hely őrzi.

## Közélete

### Polgármesterei
- 1990–1994: Jakab Cs. Zsigmond (független)[3]
- 1994–1998: Jakab Zsigmond (független)[4]
- 1998–2002: Jakab Zsigmond (független)[5]
- 2002–2006: Jakab Zsigmond (független)[6]
- 2006–2010: Jakab Zsigmond (független)[7]
- 2010–2014: Dr. Barkaszi Sándor (független)[8]
- 2014–2016: Dr. Barkaszi Sándor (Fidesz-KDNP)[9]
- 2016–2019: Földi István (Jobbik)[10]
- 2019–2024: Bakos Róbert (független)[11]
- 2024– : Bakos Róbert (független)[1]

A településen 2016. május 8-án időközi polgármester-választást (és képviselő-testületi választást) kellett tartani, mert az előző képviselő-testület még az év január 28-án feloszlatta magát. A korábbi polgármester nem jelöltette magát, a választáson a Jobbikos győztes mellett két független és egy munkáspárti jelölt indult; a hat képviselői helyért 26 fő szállt ringbe.

## Népesség
A település népességének változása:
| Lakosok száma | 2893 | 2876 | 2878 | 2851 | 2668 | 2715 | 2688 |
|               | 2013 | 2014 | 2015 | 2021 | 2022 | 2023 | 2024 |

2001-ben a település lakosságának 95%-a magyar, 5%-a cigány nemzetiségűnek vallotta magát.
A 2011-es népszámlálás során a lakosok 94,1%-a magyarnak, 14% cigánynak, 0,5% németnek, 0,2% románnak mondta magát (5,8% nem nyilatkozott; a kettős identitások miatt a végösszeg nagyobb lehet 100%-nál). A vallási megoszlás a következő volt: római katolikus 3,7%, református 73,2%, görögkatolikus 2,3%, felekezeten kívüli 3,6% (10,5% nem válaszolt).
2022-ben a lakosság 87,8%-a vallotta magát magyarnak, 4,6% cigánynak, 0,3% németnek, 0,3% románnak, 0,1% ukránnak, 0,7% egyéb, nem hazai nemzetiségűnek (12,2% nem nyilatkozott; a kettős identitások miatt a végösszeg nagyobb lehet 100%-nál). Vallásuk szerint 3% volt római katolikus, 49,7% református, 2,4% görög katolikus, 4,7% egyéb keresztény, 0,1% ortodox, 4,9% felekezeten kívüli (35,1% nem válaszolt).

## Nevezetességei
- Református templom (a templom udvarán található gróf Tisza Lajos sírja)
- Műemlék unitárius templom
- Az „Ojjektum” (Fogarasi Árpád építette atombunker)
- Tisza-kastély - Gróf Tisza Lajos-féle kastély, egykor kórház. Ma már magántulajdon, feltehetőleg a család leszármazottjai kapták kézhez. Parkja természetvédelmi terület.

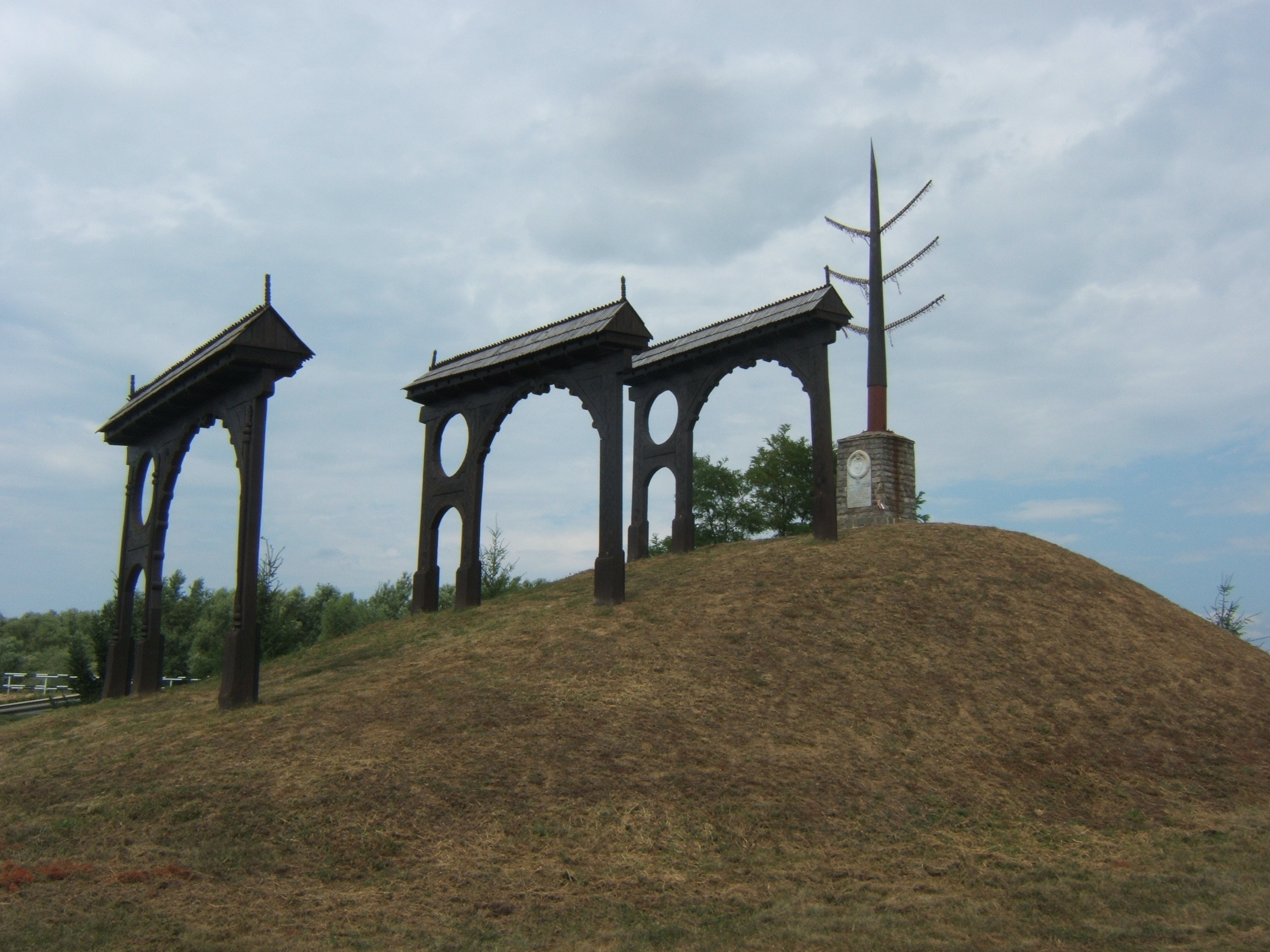
A Székely Hadosztály emlékműve
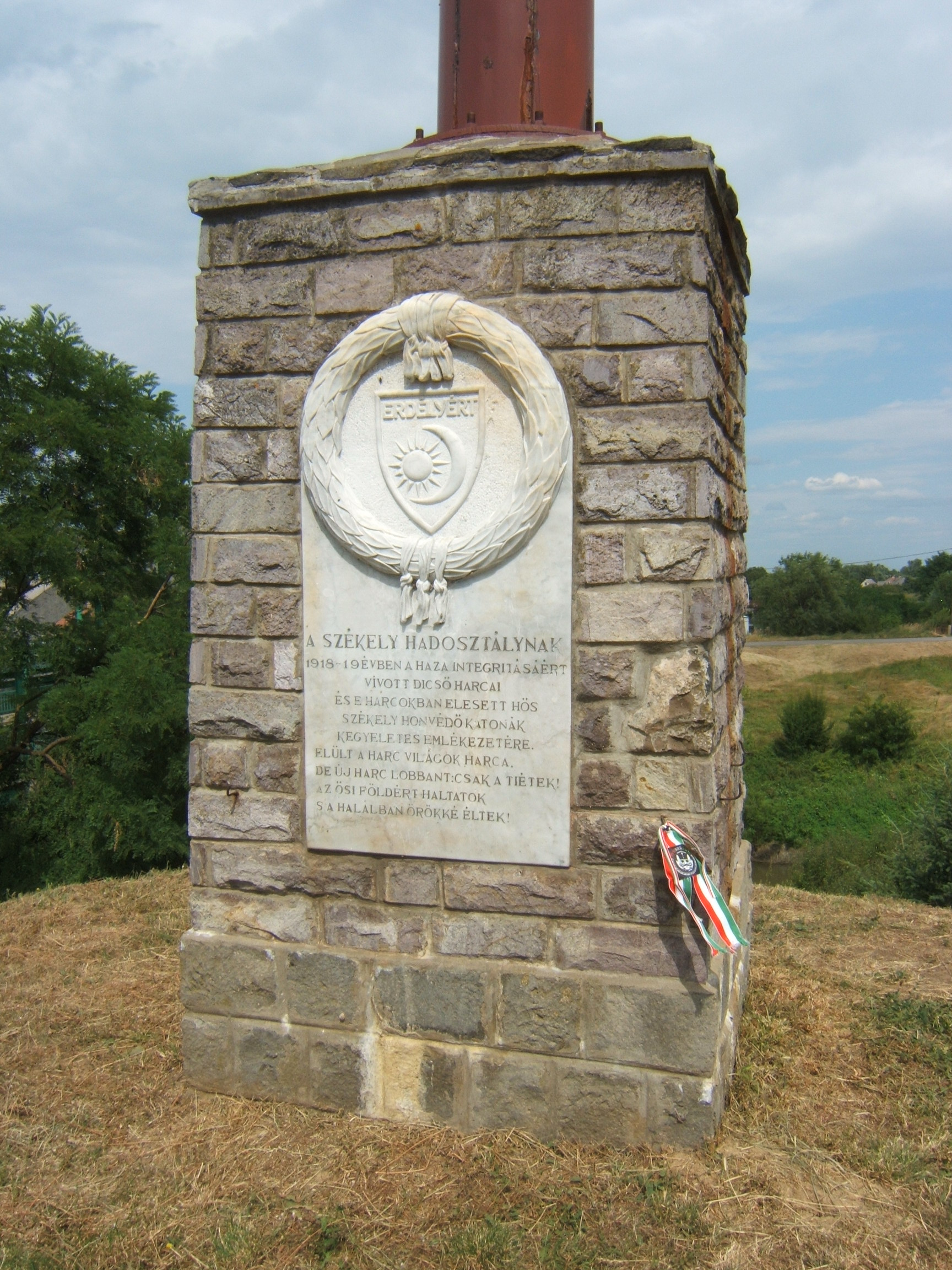
Az emlékmű felirata
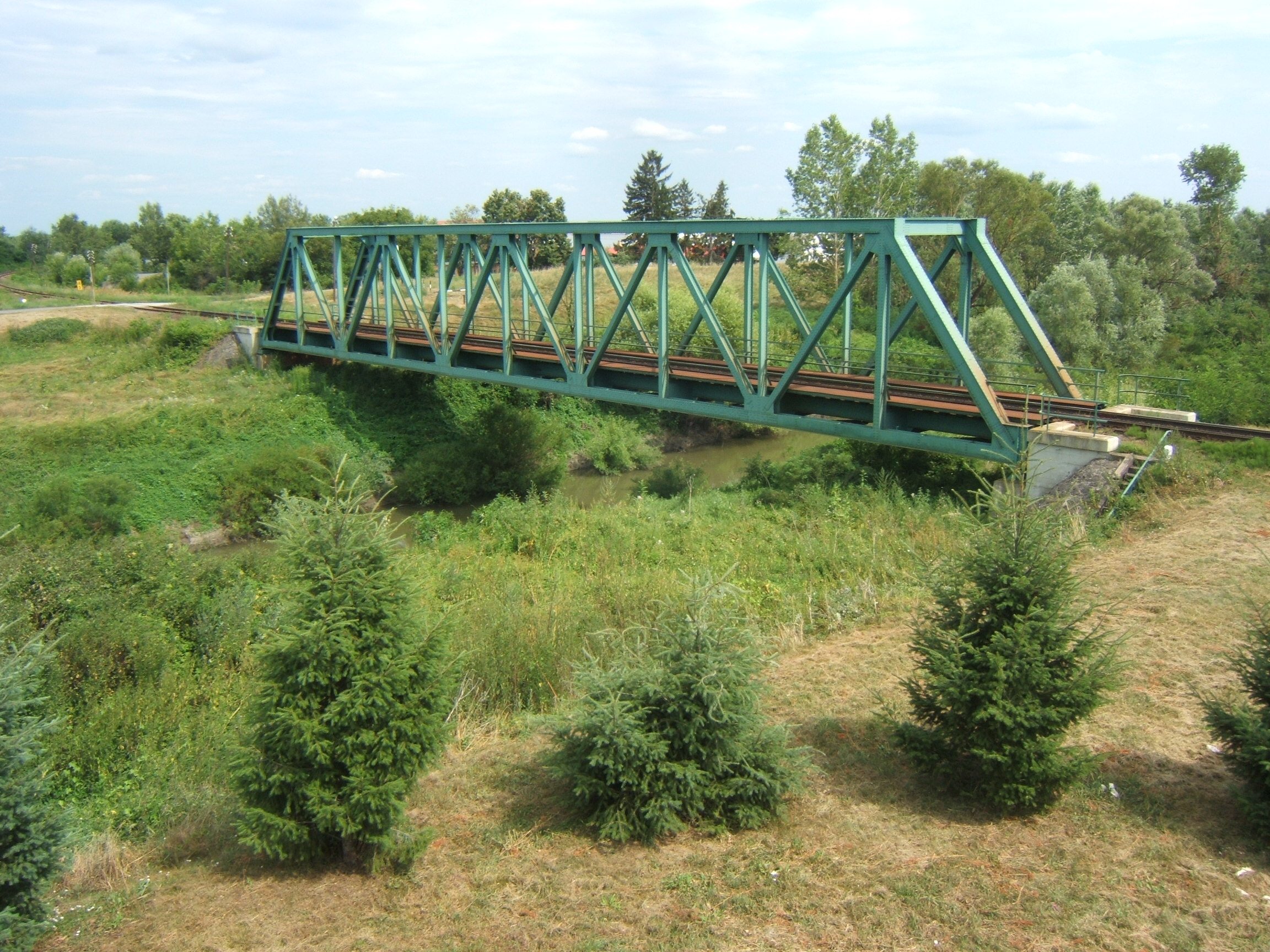
Vasúti híd a Krasznán

- A Székely Hadosztály emlékműve
- Az emlékmű felirata
- Vasúti híd a Krasznán

## Ismert lakói
- Szalacsi Sándor
- Fogarasi Árpád